# Esqui estilo livre na Universíada de Inverno de 2009
As competições de esqui estilo livre na Universíada de Inverno de 2009 foram disputadas no Resort de esqui Yabuli em Harbin, China entre 20 e 25 de fevereiro de 2009.

## Calendário
| Esqui estilo livre                 | Fevereiro | Fevereiro | Fevereiro | Fevereiro | Fevereiro | Fevereiro | Fevereiro | Fevereiro | Fevereiro | Fevereiro | Fevereiro | Fevereiro |
| Esqui estilo livre                 | 17        | 18        | 19        | 20        | 21        | 22        | 23        | 24        | 25        | 26        | 27        | 28        |
| ---------------------------------- | --------- | --------- | --------- | --------- | --------- | --------- | --------- | --------- | --------- | --------- | --------- | --------- |
| Individual esqui cross - masculino |           |           |           | 1         |           |           |           |           |           |           |           |           |
| Individual aéreo - masculino       |           |           |           |           |           |           | 1         |           |           |           |           |           |
| Individual esqui cross - feminino  |           |           |           | 1         |           |           |           |           |           |           |           |           |
| Individual aéreo - feminino        |           |           |           |           |           | 1         |           |           |           |           |           |           |
| Equipe aéreo - misto               |           |           |           |           |           |           |           | 1         |           |           |           |           |

|  | Treino não oficial |  | Treino oficial |  | Dia de competição |  | Dia de final |

## Misto

### Equipe aéreo
Legenda
| Recorde mundial        | Recorde mundial (World record)               |                       | Recorde africano                      | Recorde africano (African) |                                           | Q | Classificado por posição (Qualified) |
| Recorde da Universíada | Recorde da Universíada (Universiade record)  | Recorde da América    | Recorde da América (Americas)         | q                          | Classificado por melhor tempo (Qualified) |   |                                      |
| Melhor marca do ano    | Melhor marca do ano (World leading)          | Recorde asiático      | Recorde asiático (Asian)              | DNS                        | Não largou (Did not start)                |   |                                      |
| Recorde nacional       | Recorde nacional (National record)           | Recorde europeu       | Recorde europeu (European)            | DNF                        | Não terminou (Did not finish)             |   |                                      |
| Recorde pessoal        | Recorde pessoal do atleta (Personal best)    | Recorde da Oceania    | Recorde da Oceania (Oceania)          | DSQ / DQ                   | Desclassificado (Disqualified)            |   |                                      |
| Recorde da temporada   | Recorde da temporada do atleta (Season best) | Recorde sul-americano | Recorde sul-americano (South America) | NM                         | Sem marca (No mark)                       |   |                                      |